# I Believe in the Man in The Sky
"I Believe in the Man in The Sky" ("Yo creo en el señor del cielo") es una canción género blues y góspel grabada por Elvis Presley para su exitoso álbum His Hand on Mine, la cual fue compuesta por Richard Howard. La canción fue editada como sencillo dentro de una serie llamada Gold Standard junto a Crying in the chapel en 1965 y se convirtió en un éxito de ventas por lo cual fue premiada con un disco de platino por la RIAA.  

## Grabación
La canción fue grabada durante las sesiones en el mítico estudio B de RCA en Nashville, Tennessee en octubre de 1960. Durante esas mismas sesiones Elvis grabó el tema "Crying in the chapel" que por algún motivo no fue incluida en la primera edición del álbum "His Hand  on Mine" y debería de esperar hasta 1965 para ver la luz en formato sencillo, como cara A junto a "I Believe in the Man in The Sky" en su lado B y resultó ser la toma # 4 de este último tema, la que Elvis escogió para la masterización.
Durante las sesiones Elvis fue acompañado por gran parte de sus músicos habituales a los cuales se le sumó el aporte de su amigo y socio Charlie Hodge en los coros y armónica. 

## Músicos de la sesión
- Elvis Presley – voz, guitarra acústica y piano
- The Jordanaires – coros
- Millie Kirkham – coros
- Scotty Moore – guitarra eléctrica
- Hank Garland – guitarra acústica
- Floyd Cramer – piano
- Bob Moore – contrabajo
- D.J. Fontana, Buddy Harman – batería
- Boots Randolph – saxofón
- Charlie Hodge - coros y armónica

## Premios
Pese a que "I Believe in the Man in The Sky" no ingresó a las listas de éxitos como tema en solitario  acompañó a otras canciones exitosas en sus diversas ediciones en formato de sencillo como así también en álbumes y compilados que luego fueron certificados como discos de oro y platino por la RIAA. 

### Formatos
- "Crying in the chapel" / "I Believe in the Man in the Sky" - Sencillo RCA 447-0643 - 1965 - Disco de platino [2]
- His Hand in Mine - Álbum RCA 1960 - Disco de platino [2]
- Peace In The Valley – The Complete Gospel Recordings - Colección compilada RCA 2000 - Disco de oro [5]